# Aeropuerto de Port Lincoln
El aeropuerto de Port Lincoln (IATA: PLO, OACI: YPLC) es el principal aeropuerto de la ciudad de Port Lincoln, en el estado de Australia Meridional (Australia).

## Descripción
El aeropuerto se encuentra a 13 kilómetros de la ciudad de Port Lincoln, y está ubicado a 11 m s. n. m. Posee tres pistas; dos están construidas con grava, mientras que la pista más larga tiene superficie de asfalto.
Su infraestructura se completa, con instalaciones preparadas para el mantenimiento de aeronaves.
La gran presencia de aves, implica un riego para la seguridad de las aeronaves.
Debido a la cantidad de vuelos programados, y pasajeros transportados, es considerado el aeropuerto regional más importante de Australia Meridional.

## Aerolíneas y destinos
| Aerolíneas   | Destinos |
| ------------ | -------- |
| QantasLink   | Adelaide |
| Rex Airlines | Adelaida |